# Brug 811
Brug 811 is een bouwkundig kunstwerk in Amsterdam-Zuid.
De brug is gelegen in de Buitenveldertselaan en voert over een afwateringstocht die eindigt in "Kleine Wetering"; ze landt in het zuiden op 't Kleine Loopveld. De brug werd aangelegd om een doorgaande route te maken tussen Amsterdam en Amstelveen verder resulterend in een duiker en Brug Uilenstede. De brug is een belangrijke verbinding tussen de steden en het lokale vervoer en ligt in de Stadsroute 109. Tussen de brug 811 en Brug Uilenstede ligt de tramhalte Uilenstede op de duiker. 
Brug 811 is een brede verkeersbrug; er zijn zowel naar het noorden als naar het zuiden een voetpad (breedte 4,20 meter), een fietspad (3,60 meter), stoeptegels (1,70 meter), 2 rijbanen voor snelverkeer (samen 7,5 meter) en een trambaan (7 meter) met daartussen een zeer smalle middenberm (de trambak is 14 meter breed). Er is een overspanning van 9,5 meter over een watergang van 25 meter; de landhoofden staan dus ver in het water. Desalniettemin wordt de brug ondersteund door twee brugpijlers annex jukken, die de maximale doorvaartbreedte op vier meter houden. Het ontwerp is afkomstig van Dirk Sterenberg dan werkend voor de Dienst der Publieke Werken, gezien de uitvoering van brugleuningen vermoedelijk ook verantwoordelijk voor de Brug Uilenstede. 
In mei 1962 was de doorgaande route een feit, hetgeen verkeerstechnisch de Amstelveenseweg, tot dan toe de doorgaande route, tijdelijk ontlastte.
Oorspronkelijk reed er geen openbaar vervoer over de brug. In 1965 was er een plan voor een verlenging van tram 24 naar Amstelveen en zou over de brug worden geleid maar door de opkomende metroplannen ging dit niet door evenals de metro zelf. In 1972 verscheen voor het eerst een buslijn over de brug bus 49, in 1975 gevolgd door bus 67. Deze verdwenen in 1990 toen de tram/sneltramhalte van tram 5 en sneltram 51 aangelegd werd met oorspronkelijk een hoog noordelijk gedeelte en een laag zuidelijk gedeelte. Op 3 maart 2019 verdween sneltram 51 maar bleef tram 5 en op 13 december 2020 verscheen tram 25. In de zomer van 2019 werd ook de noordelijk gelegen hooggelegen tramhalte verlaagd.

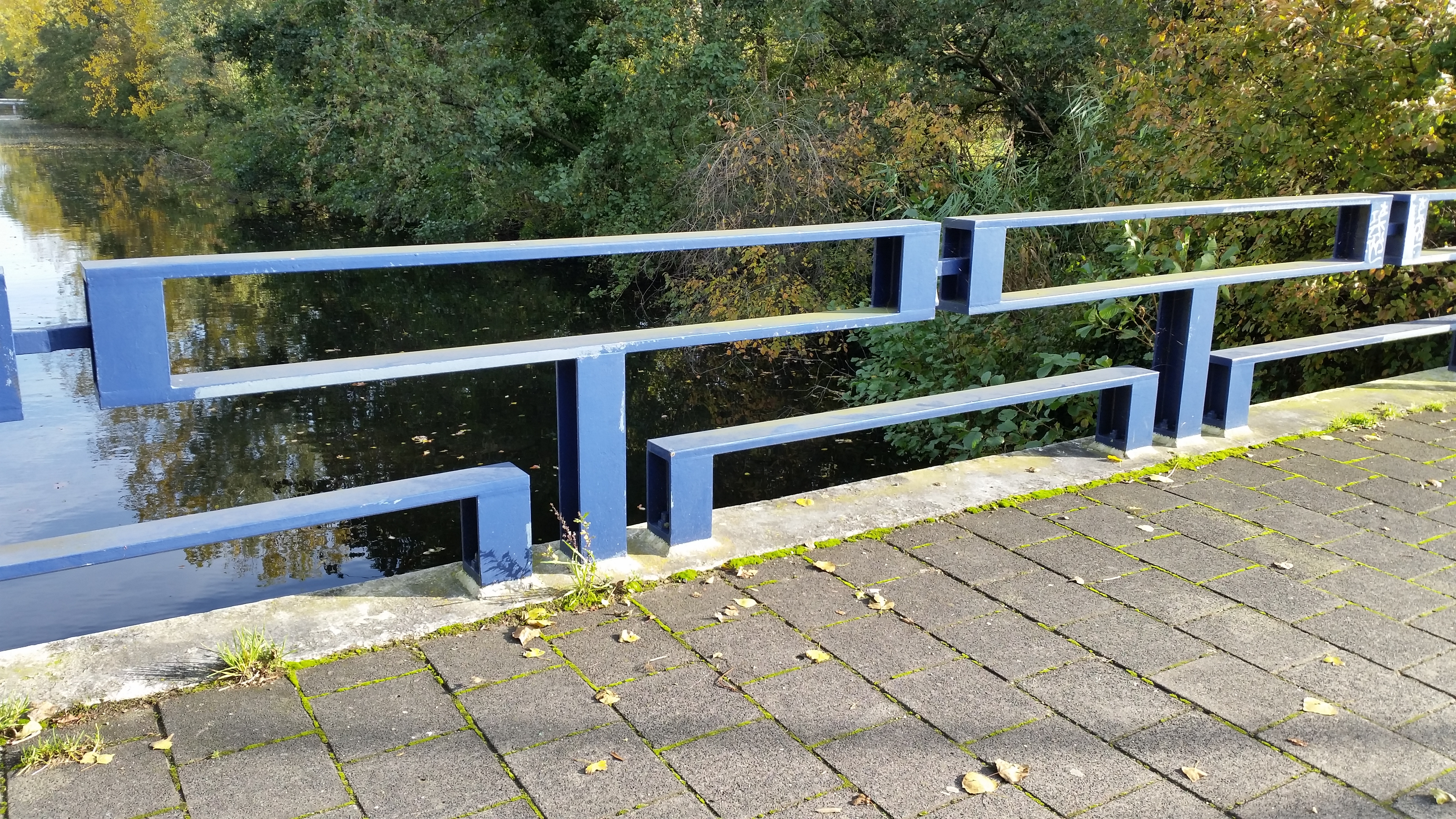
Brugleuning (oktober 2019)

<<< · 801 · 802 · 803 · 804 · 805 · 808 · 811 · 812 · 813 · 814 · 815 · 816 · 817 · 818 · 819 · 820 · 821 · 822 · 823 · 824 · 825 · 826 · 827 · 828 · 829 · 830 · 831 · 832 · 833 · 834 · 835 · 836 · 837 · 838 · 839 · 840 · 841 · 842 · 844 · 845 · 846 · 848 · 849 · 850 ·  854 · 856 · 857 · 858 · 859 · 860 · 863 · 864 · 865 · 866 · 867 · 868 · 869 · 870 · 871 · 872 · 873 · 875 · 876 · 877 · 889 · 890 · 891 · 892 · 893 · 895 · 896 · 897 · 898 · 899 · >>>
Brugnummers 800, 806, 807, 809, 810, 843 (gesloopt, Uilenstede, Amstelveen), 847 (Uilenstede, Amstelveen) , 851 (gesloopt, Dirk Sterenberg), 852 (gesloopt, Dirk Sterenberg), 853 (gesloopt, Dirk Sterenberg), 855, 861, 862, 874, 878, 879, 880, 881, 882, 883, 884, 885, 886, 887, 888, 894 zijn niet (meer) vergeven.